# Α-甲基肉桂醛
α-甲基肉桂醛（英語：alpha-methylcinnamaldehyde）是一种有机化合物，化学式C10H10O，可见于草果、芒果树等物种。